# Ministerio del Poder Popular para el Proceso Social del Trabajo
El Ministerio del Poder Popular para el Proceso Social de Trabajo es una de las entidades ministeriales dependientes de la Presidencia de la República, cuya finalidad es la de ser una herramienta para que la clase obrera se empodere; a través del poder popular, del Proceso Social de Trabajo con la finalidad de dar cumplimiento al artículo Nro. 3 de la Constitución de la República Bolivariana de Venezuela. Según decreto número 6.173 publicado en Gaceta Oficial Extraordinaria de fecha 18 de febrero de 2015, es competencia del Ministerio del Poder Popular para el Proceso Social de Trabajo: la protección, garantía, estabilidad y desarrollo del Proceso Social de Trabajo.
El 29 de abril de 2014 el presidente Nicolás Maduro según decreto presidencial N° 818 publicado en la Gaceta Oficial de la República Bolivariana de Venezuela modiﬁca la denominación del Ministerio del Poder Popular para el Trabajo y Seguridad Social por la del Ministerio del Poder Popular para la Protección del Proceso Social de Trabajo el cual continuará ejerciendo las competencias asignadas por el ordenamiento jurídico vigente al Ministerio del Poder Popular con competencia en materia de trabajo y seguridad social. El ministerio es un ente dependiente directamente de las órdenes del presidente de Venezuela

## Estructura del Ministerio[3]

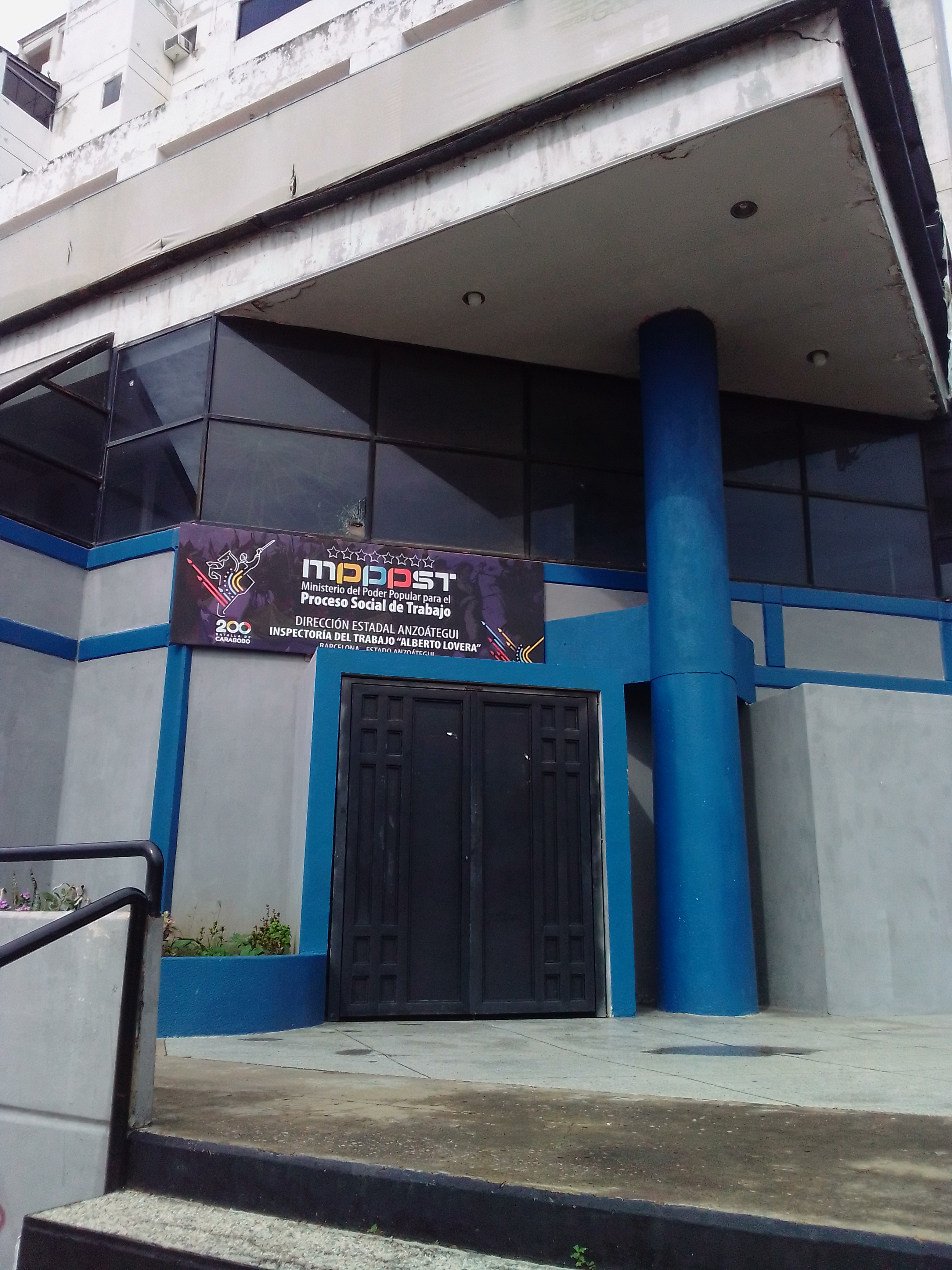
Sede del ministerio en Barcelona

- Sede del ministerio en BarcelonaViceministerio para Derechos y relaciones laborales
- Viceministerio de Educación y el Trabajo Liberador
- Viceministerio del Sistema Integrado de Inspección Laboral y de la Seguridad Social
- Viceministerio de Previsión Social

### Órganos y Entes Adscritos al Ministerio
- Instituto Venezolano de los Seguros Sociales
- Tesorería de Seguridad Social
- Instituto para la Capacitación y Recreación de los Trabajadores
- Instituto Nacional de Prevención, Salud y Seguridad Laboral
- Instituto Nacional de Capacitación y Educación Socialista
- FarmaPatria
- Gran Misión Vivienda Venezuela Obrera

## Ministros
| Orden | Nombre                      | Período           | Presidente                                                                       |
| ----- | --------------------------- | ----------------- | -------------------------------------------------------------------------------- |
| 1     | Raúl Leoni                  | 1945 - 1948       | Rómulo Betancourt (presidente de la Junta Revolucionaria de Gobierno 1945-1948). |
| 2     | Raúl Leoni                  | 1948              | Rómulo Gallegos                                                                  |
| 3     | Carlos Tinoco Rodil         | 1952 - 1958       | Marcos Pérez Jiménez                                                             |
| 4     | Luis Hernández Solís        | 1959 - 1960       | Rómulo Betancourt                                                                |
| 5     | Raúl Valera                 | 1960 - 1963       | Rómulo Betancourt                                                                |
| 6     | Alberto Aranguren Zamora    | 1963 - 1964       | Rómulo Betancourt                                                                |
| 7     | Eloy Lares Martínez         | 1964              | Raúl Leoni                                                                       |
| 8     | Hens Silva Torres           | 1964 - 1967       | Raúl Leoni                                                                       |
| 9     | Simón Antoni Paván          | 1967 - 1968       | Raúl Leoni                                                                       |
| 10    | Raúl Valera                 | 1968 - 1969       | Raúl Leoni                                                                       |
| 11    | Alfredo Tarre Murzi         | 1969 - 1970       | Rafael Caldera                                                                   |
| 12    | Nectario Andrade Labarca    | 1970 - 1972       | Rafael Caldera                                                                   |
| 13    | Alberto Martini Urdaneta    | 1972 - 1974       | Rafael Caldera                                                                   |
| 14    | Antonio Leidenz             | 1974 - 1976       | Carlos Andrés Pérez                                                              |
| 15    | José Manzo González         | 1976 - 1979       | Carlos Andrés Pérez                                                              |
| 16    | Reinaldo Rodríguez Navarro  | 1979 - 1981       | Luis Herrera Campins                                                             |
| 17    | Rangel Quintero Castañeda   | 1981 - 1984       | Luis Herrera Campins                                                             |
| 18    | Simón Antonio Paván         | 1984 - 1988       | Jaime Lusinchi                                                                   |
| 19    | José Arnaldo Puigbó Morales | 1988 - 1989       | Jaime Lusinchi                                                                   |
| 20    | Marisela Padrón Quero       | 1989 - 1991       | Carlos Andrés Pérez                                                              |
| 21    | Jesús Rubén Rodríguez       | 1991 - 1993       | Carlos Andrés Pérez                                                              |
| 22    | Luis Horacio Vivas          | 1993 - 1994       | Ramón José Velásquez                                                             |
| 23    | Juan Nepomuceno Garrido     | 1994 - 1997       | Rafael Caldera                                                                   |
| 24    | María Bernardoni de Govea   | 1997 - 1999       | Rafael Caldera                                                                   |
| 25    | Leopoldo Puchi              | 1999              | Hugo Chávez                                                                      |
| 26    | Lino Martínez               | 1999 - 2000       | Hugo Chávez                                                                      |
| 27    | Blancanieves Portocarrero   | 2000 - 2002       | Hugo Chávez                                                                      |
| 28    | María Cristina Iglesias     | 2002 - 2006       | Hugo Chávez                                                                      |
| 29    | Ricardo Dorado              | 2006 - 2007       | Hugo Chávez                                                                      |
| 30    | José Ramón Rivero           | 2007 - 2008       | Hugo Chávez                                                                      |
| 31    | Roberto Hernández           | 2008 - 2009       | Hugo Chávez                                                                      |
| 32    | María Cristina Iglesias     | 2009 - 2013       | Hugo Chávez                                                                      |
| 33    | María Cristina Iglesias     | 2013 - 2014       | Nicolás Maduro                                                                   |
| 34    | Jesús Martínez              | 2014 - 2016       | Nicolás Maduro                                                                   |
| 35    | Oswaldo Vera                | 2016              | Nicolás Maduro                                                                   |
| 36    | Francisco Torrealba         | 2016 - 2017       | Nicolás Maduro                                                                   |
| 37    | Néstor Ovalles              | 2017 - 2018       | Nicolás Maduro                                                                   |
| 38    | Eduardo Piñate              | 2018 - 2021       | Nicolás Maduro                                                                   |
| 39    | José Ramón Rivero           | 2021 - 2022       | Nicolás Maduro                                                                   |
| 40    | Francisco Torrealba         | 2022- 2024        | Nicolás Maduro                                                                   |
| 41    | Álex Corredor               | 2024              | Nicolás Maduro                                                                   |
| 42    | Eduardo Piñate              | 2024 - 2025       | Nicolás Maduro                                                                   |
| 43    | Eduardo Piñate              | 2025 - actualidad | Nicolás Maduro                                                                   |